# Tabanus tricoloratus
Tabanus tricoloratus är en tvåvingeart som beskrevs av Schuurmans Stekhoven 1926. Tabanus tricoloratus ingår i släktet Tabanus och familjen bromsar. Inga underarter finns listade i Catalogue of Life.